# MI2
MI2 — аббревиатура от англ. Military Intelligence, Section 2 (Военная разведка, Секция 2), — подразделение Директората военной разведки Великобритании, первоначально созданное для обработки географической информации. Отдел MI2a обрабатывал информацию по Северной и Южной Америке (за исключением Канады), Испании, Португалии, Италии, Либерии, Танжеру и Балканам. Отдел MI2b обрабатывал информацию по Османской империи, Закавказью, Аравии, Синаю, Абиссинии и Северной Африке, за исключением французских и испанских владений, Египта и Судана. После Первой мировой войны было перепрофилировано для обработки разведданных по России и Скандинавии. В 1941 было упразднено, а функции переданы MI3.